# Marcos Vilaça
Marcos Vinicios Rodrigues Vilaça GCIH • GOMM • OC (Nazaré da Mata,  30 de junho de 1939 – Recife, 29 de março de 2025) foi um professor, advogado, jornalista, ensaísta e poeta brasileiro.
Membro da Academia Brasileira de Letras, da Academia Pernambucana de Letras, da Academia das Ciências de Lisboa e da Academia Brasiliense de Letras e ex-ministro e presidente do Tribunal de Contas da União.
Era filho único de Antônio de Souza Vilaça e Evalda Rodrigues Vilaça e pai do falecido Marchand Marcantonio Vilaça.

## Principais atividades
- ex-Ministro e Presidente do Tribunal de Contas da União
- Professor de Direito Internacional Público na Universidade Federal de Pernambuco, desde 1964, e de Direito Administrativo (1967/1968)
- Professor de Direito Internacional Público na Faculdade de Direito da Universidade Católica de Pernambuco
- Professor de História Política, Econômica e Social do Brasil, na Faculdade de Filosofia do Recife
- Professor do Seminário Especial para Líderes Estudantes Brasileiros, copatrocinado pela Universidade de Harvard - USA (1965)
- Professor de História do Brasil, no Ginásio de Limoeiro (Pernambuco)
- Diretor da Caixa Econômica Federal
- Membro do Conselho Diretor PIS-PASEP
- Secretário Executivo do Programa Especial de Módulos Esportivos - PEME
- Coordenador do "Programa Nacional de Centros Sociais Urbanos - CSU" (Vinculado à SEPLAN - Presidência da República)
- Chefe da Casa Civil do Governo de Pernambuco
- Secretário de Estado do Governo de Pernambuco
- Assessor Jurídico da Assembleia Legislativa do Estado de Pernambuco
- Secretário Particular do Presidente da República
- Presidente da Fundação Legião Brasileira de Assistência - LBA
- Membro do Conselho de Administração Financeira do SINPAS, do Ministério da Previdência e Assistência Social
- Curador da Fundação Nacional pró-Memória, do Ministério da Cultura , já tendo sido seu Presidente
- Membro do Conselho Diretor da Fundação Joaquim Nabuco (1966/1972, 1978/1984, 1984/1990), tendo ocupado, também, cargos na Procuradoria Jurídica e na Assessoria Especial
- Membro do Conselho de Administração da Fundação Nacional do Livro Infanto-Juvenil
- Presidente da Fundação Nacional de Arte - FUNARTE
- Chefe da Assessoria Jurídica do Grupo Especial para a Nacionalização de Agroindústria Canavieira do Nordeste - GERAN (1969)
- Secretário da Cultura do Ministério da Educação e Cultura
- Membro do Conselho Federal de Cultura
- Presidente do Conselho Consultivo do Patrimônio Histórico e Artístico Nacional, do Ministério da Cultura
- Membro do Instituto Hispano Luso Americano de Direito Internacional e da Associação Argentina de Direito Internacional
- Autor de livros com edições no Brasil, Itália, França, Inglaterra e Venezuela
- Condecorações nacionais e estrangeiras.

Em 1967, Vilaça foi admitido pelo presidente português Américo Tomás à Ordem de Cristo no grau de Oficial. Em 1987, foi admitido por Mário Soares à Ordem do Infante D. Henrique no grau de Grande-Oficial, sendo promovido a Grã-Cruz em 2005 por Jorge Sampaio. Em 1995, foi condecorado pelo presidente Fernando Henrique Cardoso com a Ordem do Mérito Militar no grau de Grande-Oficial especial.

## Academia Brasileira de Letras
Na Academia Brasileira de Letras foi o sétimo ocupante da cadeira 26. Foi eleito em 11 de abril de 1985, na sucessão de Mauro Mota, seu conterrâneo, e recebido em 2 de julho de 1985 pelo acadêmico José Sarney. Recebeu os acadêmicos Ariano Suassuna, Alberto da Costa e Silva e Marco Maciel. Foi seu presidente no biênio 2006/2007, tendo tomado posse em 15 de dezembro de 2005.

## Academia Pernambucana de Letras
Na Academia Pernambucana de Letras foi o primeiro ocupante da cadeira 35, tendo sido eleito em 30 de outubro de 1965, e tomado posse em 18 de novembro do mesmo ano, sendo atualmente o seu mais antigo membro. Foi seu presidente no biênio 1970/1972.

## Morte
Vilaça morreu em 29 de março de 2025, aos 85 anos, vítima de falência múltipla de órgãos. O acadêmico estava internado na Clínica Florença, no bairro Graças, no Recife, Pernambuco.

## Obras
- 1958 - Conceito de Verdade
- 1958 - A Escola e Limoeiro
- 1960 - Americanas (Crônicas de Viagem
- 1961 - Em Torno da Sociologia do Caminhão
- 1962 - Presença na Faculdade (Discursos)
- 1964 - Cooperação, Cultura e Ruralismo
- 1965 - Coronel, Coronéis
- 1970 - Política Internacional e Trópico
- 1971 - Academia Setuagenária e Menina
- 1971 - Ato de Semeadura
- 1972 - Nordeste: Secos & Molhados
- 1972 - Recife Azul, líquido do céu
- 1973 - Falas do Ofício
- 1974 - Limoeiro: Pensamento e Memória
- 1975 - Uma revolução a serviço da modernização econômica e do reformismo político
- 1977 - Palavras e Letras
- 1980 - O Menino Gilberto Freyre
- 1983 - O Tempo e o Sonho
- 1995 - Retorno à Palavra
- 1997 - Itinerário na Corte
- 1999 - No Paladar das Palavras
- 2002 - De Ícones e Dedicações
- 2003 - Trajetória e Convicções
- 2004 - O Coronelismo no Nordeste Brasileiro
- 2005 - Da Arca Sacra
- 2014 - Livro dos prefácios
- 2014 - Para simplesmente não arquivar